# Ivánbattyán
Ivánbattyán là một thị trấn thuộc hạt Baranya, Hungary. Thị trấn này có diện tích 6,13 km², dân số năm 2010 là 134 người, mật độ 22 người/km².